# Président de la république d'Ossétie du Sud-Alanie
Le président de l'Ossétie du Sud-Alanie est le chef d'État de la république d'Ossétie du Sud-Alanie, dont l'indépendance est contestée. Ses compétences sont régies par le chapitre III de la Constitution sud-ossète.

## Élections présidentielles
Le président de l'Ossétie du Sud-Alanie est élu au scrutin uninominal majoritaire à deux tours pour un mandat de 5 ans renouvelable une fois. Est élu le candidat qui recueille la majorité absolue des votes valides au premier tour. À défaut, les deux candidats arrivés en tête au premier tour s'affrontent lors d'un second tour, et celui recueillant le plus de voix est déclaré élu. Pour être reconnu valide, le second tour doit réunir un taux de participation d'au moins 30 % des isncrits,.

### Conditions d'éligibilité et incompatibilités
L'article 48 dispose que, pour être candidat, une personne doit être citoyen ossète, avoir au moins 35 ans, avoir le droit de vote, parler la langue nationale et résider sur le territoire sud-ossète depuis au moins 10 ans.
Pour la durée du mandat, le Président doit suspendre son appartenance à des partis politiques et des associations publiques. Par ailleurs, il ne peut être membre du Parlement, occuper d'autres postes dans le gouvernement ou dans des structures commerciales.

### Prestation de serment
L'article 49(2) dispose que le président doit prêter serment lors d'une cérémonie solennelle le dixième jour suivant l'annonce officielle des résultats des élections en présence des membres du Parlement de la république d'Ossétie du Sud et des juges de la Cour constitutionnelle. Le serment est le suivant :

« Клянусь при осуществлении полномочий Президента Республики Южная Осетия уважать и охранять права и свободы человека и гражданина, соблюдать и защищать Конституцию Республики Южная Осетия, защищать суверенитет и независимость, безопасность и территориальную целостность Республики Южная Осетия, верно служить народу. »

— Article 49(1) de la Constitution

« Je jure, dans l'exercice des pouvoirs du président de la république de l'Ossétie du Sud, de respecter et protéger les droits et libertés de l'homme et du citoyen, d'observer et protéger la Constitution de la république d'Ossétie du Sud, de protéger la souveraineté, l'indépendance, l'intégrité et la sécurité territoriale de la république d'Ossétie du Sud, pour servir le peuple. »

— Article 49(1) de la Constitution

## Compétences

### Fonctions exécutives
L'article 50 de la Constitution dispose que le président coordonne les activités de l'exécutif et préside les réunions du gouvernement. Il approuve la structure et le système des organes de l'exécutif, dont le gouvernement. Il nomme le président du gouvernement d'Ossétie du Sud (avec le consentement du Parlement). Il nomme le Président du gouvernement par décret. Il nomme et révoque les membres du gouvernement. Il peut, par ailleurs, renvoyer le gouvernement dans son intégralité. Il nomme et révoque les chefs de l'administration territoriale et celui de l'administration présidentielle.

### Rapport avec le Parlement
Il convoque les élections du Parlement, qu'il peut dissoudre. Il peut convoquer des réunions extraordinaires du Parlement. Une fois que la loi est adoptée par le Parlement, il peut la signer et la promulguer. Par ailleurs, il dispose de l'initiative législative.
Il peut organiser un référendum.

### Relations internationales
L'Ossétie du Sud n'est pas reconnu par de nombreux États. Cependant, le président peut négocier et signer des traités et accords avec les États reconnaissant la république. Sujet aux limitations quant à sa reconnaissance, il nomme les représentants de l'Ossétie du Sud.
Il forme et préside le Conseil de sécurité. Il est le chef des forces armées de la république d'Ossétie du Sud et approuve la doctrine militaire de la république d'Ossétie du Sud.

## Statut
L'article 53 dispose que le président bénéficie de l'immunité et que son honneur et sa dignité sont protégés par le droit constitutionnel.

## Succession
Le président de la République cesse ses fonctions par révocation, démission à sa demande, incapacité persistante à s'acquitter de ses fonctions pour des raisons de santé. Dans ces cas de figure l'intérim est assuré par le président du gouvernement ou, s'il ne peut l'assurer à son tour, par le président du Parlement. Une nouvelle élection doit se tenir dans les 90 jours.
Le Parlement ne peut être dissous et la Constitution ne peut être modifié pendant un intérim.

## Sources

## Compléments